# Rugby-League-Weltmeisterschaft 2013/Gruppe C
Die Gruppe C der Rugby-League-Weltmeisterschaft 2013 umfasste Italien, Schottland und Tonga. Die Gruppenspiele fanden zwischen dem 29. Oktober und dem 10. November statt. Außerdem absolvierte jede Mannschaft ein sogenanntes Intergruppenspiel gegen eine Mannschaft aus Gruppe D.

## Tabelle
|    | Land       | Spiele | Siege | Unent. | Ndlg. | Spiel- punkte | Diff. | Tabellen- punkte |
| -- | ---------- | ------ | ----- | ------ | ----- | ------------- | ----- | ---------------- |
| 1. | Schottland | 3      | 2     | 1      | 0     | 78:62         | + 16  | 5                |
| 2. | Tonga      | 3      | 2     | 0      | 1     | 62:42         | + 20  | 4                |
| 3. | Italien    | 3      | 1     | 1      | 1     | 62:62         | ± 0   | 3                |

## Spiele

### Tonga – Schottland
| 29. Oktober 20:00 | Tonga | 24 : 26        | Schottland | Derwent Park, Workington Zuschauer: 7.630 Schiedsrichter: Shayne Hayne |
| 29. Oktober 20:00 | Versuche: Fisiiahi 9. n.erh. S. Manu 41. erh., 56. n.erh. Seluini 49. n.erh. W. Manu 61. erh. Erhöhungen: Langi (2/5) | (4:20) Bericht | Versuche: Russell 13. erh., 72. erh. Fisher 32. erh. Carter 38. erh. Erhöhungen: Brough (4/4) Straftritte: Brough (1/2) 20. | Derwent Park, Workington Zuschauer: 7.630 Schiedsrichter: Shayne Hayne |

| 1                  | Glen Fisiiahi      |
| 2                  | Daniel Tupou       |
| 3                  | Jorge Taufua       |
| 4                  | Konrad Hurrell     |
| 5                  | Sosaia Feki        |
| 6                  | Samisoni Langi     |
| 7                  | Daniel Foster      |
| 8                  | Fuifui Moimoi      |
| 9                  | Siliva Havili      |
| 10                 | Brent Kite         |
| 11                 | Sika Manu          |
| 12                 | Jason Taumalolo    |
| 13                 | Willie Manu        |
| Auswechselspieler: |                    |
| 14                 | Nafe Seluini       |
| 15                 | Ben Murdoch-Masila |
| 16                 | Ukuma Ta'ai        |
| 17                 | Mickey Paea        |

| 1                  | Matthew Russell |
| 2                  | Alex Hurst      |
| 3                  | Ben Hellewell   |
| 4                  | Kane Linnett    |
| 5                  | Brett Carter    |
| 6                  | Danny Brough    |
| 7                  | Peter Wallace   |
| 8                  | Luke Douglas    |
| 9                  | Ian Henderson   |
| 10                 | Adam Walker     |
| 11                 | Dale Ferguson   |
| 12                 | Danny Addy      |
| 13                 | Oliver Wilkes   |
| Auswechselspieler: |                 |
| 14                 | Ben Fisher      |
| 15                 | Brett Phillips  |
| 16                 | Mitch Stringer  |
| 17                 | Ben Kavanagh    |

### Schottland – Italien
| 3. November 16:00 | Schottland | 30 : 30         | Italien | Derwent Park, Workington Zuschauer: 7.280 Schiedsrichter: Henry Perenara |
| 3. November 16:00 | Versuche: Russell 20. erh. Linnett 25. erh. Addy 41. erh. Hellewell 49. erh., 69. n.erh. Erhöhungen: Brough (4/5) Straftritte: Brough (1/1) 14. | (14:12) Bericht | Versuche: Ciraldo 31. erh. Nasso 37. erh., 45. erh. Centrone 52. erh. A. Minichiello 58. erh. Erhöhungen: Mantellato (5/5) | Derwent Park, Workington Zuschauer: 7.280 Schiedsrichter: Henry Perenara |

| 1                  | Matthew Russell |
| 2                  | Alex Hurst      |
| 3                  | Ben Hellewell   |
| 4                  | Kane Linnett    |
| 5                  | Brett Carter    |
| 6                  | Danny Brough    |
| 7                  | Peter Wallace   |
| 8                  | Adam Walker     |
| 9                  | Ian Henderson   |
| 10                 | Luke Douglas    |
| 11                 | Danny Addy      |
| 12                 | Dale Ferguson   |
| 13                 | Ben Kavanagh    |
| Auswechselspieler: |                 |
| 14                 | Ben Fisher      |
| 15                 | Brett Phillips  |
| 16                 | Mitch Stringer  |
| 17                 | Oliver Wilkes   |

| 1                  | Anthony Minichiello |
| 2                  | Josh Mantellato     |
| 3                  | James Tedesco       |
| 4                  | Aidan Guerra        |
| 5                  | Chris Centrone      |
| 6                  | Ben Falcone         |
| 7                  | Ryan Ghietti        |
| 8                  | Anthony Laffranchi  |
| 9                  | Dean Parata         |
| 10                 | Paul Vaughan        |
| 11                 | Mark Minichiello    |
| 12                 | Cameron Ciraldo     |
| 13                 | Joel Riethmuller    |
| Auswechselspieler: |                     |
| 14                 | Kade Snowden        |
| 15                 | Ryan Tramonte       |
| 16                 | Brenden Santi       |
| 17                 | Raymond Nasso       |

### Tonga – Italien
| 10. November 16:00 | Tonga | 16 : 0        | Italien | The Shay, Halifax Zuschauer: 10.666 Schiedsrichter: Ben Thaler |
| 10. November 16:00 | Versuche: W. Manu 47. erh. Foster 64. n.erh. Terepo 79. n.erh. Erhöhungen: Langi (1/2) Straftritte: Langi (1/1) 40. | (2:0) Bericht |         | The Shay, Halifax Zuschauer: 10.666 Schiedsrichter: Ben Thaler |

| 1                  | Nesiasi Mataitonga |
| 2                  | Daniel Tupou       |
| 3                  | Konrad Hurrell     |
| 4                  | Mahe Fonua         |
| 5                  | Jorge Taufua       |
| 6                  | Samisoni Langi     |
| 7                  | Daniel Foster      |
| 8                  | Brent Kite         |
| 9                  | Pat Politoni       |
| 10                 | Fuifui Moimoi      |
| 11                 | Ukuma Ta'ai        |
| 12                 | Willie Manu        |
| 13                 | Mickey Paea        |
| Auswechselspieler: |                    |
| 14                 | Nafe Seluini       |
| 15                 | Siosaia Vave       |
| 16                 | Peni Terepo        |
| 17                 | Siuatonga Likiliki |

| 1                  | Anthony Minichiello |
| 2                  | Josh Mantellato     |
| 3                  | James Tedesco       |
| 4                  | Aidan Guerra        |
| 5                  | Chris Centrone      |
| 6                  | Ben Falcone         |
| 7                  | Ryan Ghietti        |
| 8                  | Anthony Laffranchi  |
| 9                  | Dean Parata         |
| 10                 | Paul Vaughan        |
| 11                 | Mark Minichiello    |
| 12                 | Cameron Ciraldo     |
| 13                 | Joel Riethmuller    |
| Auswechselspieler: |                     |
| 14                 | Kade Snowden        |
| 15                 | Ryan Tramonte       |
| 16                 | Brenden Santi       |
| 17                 | Raymond Nasso       |